# Zandvoort Circuit Run
De Zandvoort Circuit Run is een hardloopwedstrijd, georganiseerd door Le Champion. De wedstrijd is in 2008 voor het eerst georganiseerd i.s.m. Runner’s World. De afstand van de hoofdwedstrijd is 12 km. Daarnaast zijn er wedstrijden over 16,1 km, ook wel 10 Engelse mijl genoemd (sinds 2020), 4 kilometer (sinds 2020) en "kids runs". Tussen 2008 en 2019 bestond er een 5 kilometer en van 2017 tot en met 2019 een halve marathon. In 2019 deden er in totaal 11.130 deelnemers mee (inclusief 789 kinderen).

## Parcours
De start is op het Circuit van Zandvoort vanuit de pitstraat, waarna een hele ronde van 4,2 km over het licht heuvelachtige racecircuit wordt afgelegd. Na het circuit wordt richting de boulevard gelopen en gaat men over het strand in zuidelijke richting. Na 3 km strandparcours wordt de Zuid-Boulevard bereikt, waar langs het duingebied teruggelopen wordt door het centrum van Zandvoort. De finish van de loop wordt daarna bereikt op het circuit op het lange rechte stuk voor de eretribune.

## Winnaars
| jaar          | Snelste man          | Land | Tijd  | Snelste vrouw      | Land | Tijd  |
| ------------- | -------------------- | ---- | ----- | ------------------ | ---- | ----- |
| 31 maart 2019 | Daniel Kiprotich     | KEN  | 36.00 | Carolyne Jepkosgei | KEN  | 39.20 |
| 25 maart 2018 | Joel Ayeko           | UGA  | 35.52 | Tabitha Gichia     | KEN  | 41.09 |
| 26 maart 2017 | Dominic Mibei        | KEN  | 35.31 | Ivy Kibet          | KEN  | 40.29 |
| 20 maart 2016 | Bashir Abdi          | BEL  | 36.24 | Carolyne Jepkoskei | KEN  | 41.09 |
| 29 maart 2015 | Bashir Abdi          | BEL  | 37.12 | Marije te Raa      | NED  | 43.57 |
| 30 maart 2014 | David Kogei          | KEN  | 36.06 | Edith Chelimo      | KEN  | 39.33 |
| 24 maart 2013 | Edwin Mokua          | KEN  | 36.45 | Esther Chemtai     | KEN  | 40.46 |
| 25 maart 2012 | Solomon Kiptoo       | KEN  | 34.17 | Esther Chemtai     | KEN  | 39.37 |
| 27 maart 2011 | Bashir Abdi          | BEL  | 35.36 | Veerle Dejaeghere  | BEL  | 41.20 |
| 28 maart 2010 | Stefan Van Den Broek | BEL  | 37.16 | Miranda Boonstra   | NED  | 42.15 |
| 29 maart 2009 | Guy Fays             | BEL  | 36.06 | Veerle Van linden  | BEL  | 42.14 |
| 30 maart 2008 | Koen Wilssens        | BEL  | 38.03 | Mariska Kramer     | NED  | 44.30 |